# كريستوفر دين
كريستوفر دين (بالإنجليزية: Christopher Dean)‏ هو راقص على الجليد بريطاني، ولد في 27 يوليو 1958 في نوتنغهام في المملكة المتحدة.

## وصلات خارجية
- كريستوفر دين على موقع اللجنة الأولمبية الدولية (الإنجليزية)
- كريستوفر دين على موقع أوليمبيديا (الإنجليزية)
- كريستوفر دين على موقع اللجنة الأولمبية البريطانية (الإنجليزية)
- كريستوفر دين على موقع الموسوعة البريطانية (الإنجليزية)